# Erika Marozsán
Erika Marozsán (nascida em 3 de agosto de 1972) é uma atriz húngara.

## Carreira
Marozsán aprendeu a tocar piano quando criança. Ela se formou na Academia de Drama e Cinema de Budapeste em 1995  e depois tornou-se membro do Új Színház ("Novo Teatro") em Budapeste.
Sua primeira aparição no cinema foi no filme húngaro de sucesso Béketárgyalás, avagy az évszázad csütörtökig tart ("Negociações de paz, ou do século, duram até quinta-feira"), lançado em 1989. Ela atuou principalmente em filmes húngaros, mas também apareceu no thriller de ação de sucesso do Cinemax, Sniper 2, com Tom Berenger e Bokeem Woodbine, bem como em Ein Lied von Liebe und Tod (1999) e One Day Crossing (2000), o qual foi indicado ao Oscar em 2001.

## Filmografia selecionada
- Bukfenc (1993)
- Kismadár (1993)
- Esti Kornél csodálatos utazása (1995)
- Szökés (1997)
- Pannon Töredék (1998)
- Országalma (1998)
- Cukorkékség (1999)
- Ein Lied von Liebe und Tod (1999)
- Valaki Kopog /Série de TV/ (2000)
- Lárá (2000)
- One Day Crossing (2001)
- Álomhajó /Série de TV/ (2001)
- Vienna (2002)
- Die Katzenfrau (2002)
- Előre (2002)
- Der Freund von früher (2002)
- Die Cleveren /Série de TV/ (2002)
- Inspektor Rolle /Série de TV/ (2002)
- Sniper 2 (2002)
- La Dernière Cible (2003)
- Palackba zárt szerelem (2003)
- Rózsadomb (2004)
- Der Bestseller - Wiener Blut (2004)
- Solidarity, Solidarity (2005)
- Tote leben länger (2005)
- The Relatives (2005)[1]
- Vilniaus Getas (Gueto) (2005)
- Alpesi Nyomozók /Série de TV/ (2006)
- Feast of Love (2007)
- Polly Adler /Série de TV/ (2008)
- Jew Suss: Rise and Fall (2010)
- Ivory (2010)
- Kaland (2011)
- Inga Lindström: Frederiks Schuld (2011)
- Terápia (2012)
- Quellen des Lebens (2013)
- Családi Gyökerek (2013)
- Ein Sommer em Ungarn (2014)
- Ich will dich (2014)
- Styria (2014)
- Besser als Nix (2014)
- Janus (2015)
- Paraziták a Paradicsomban (2018)